# بغی
بَغْی به معنی تجاوز و تعدی به حقوق دیگران، خروج یا شورش علیه امام مشروع و حاکم اسلامی است. کسی که مرتکب بغی می‌شود، باغی خوانده می‌شود. در قانون مجازات اسلامی این موضوع مورد توجه قرار گرفته‌است.
با توجه به قانون مجازات جمهوری اسلامی ایران جرم بغی اینگونه تعریف می‌شود که مرتکبین این جرم، گروهی هستند که در برابر اساس و اصل جمهوری اسلامی ایران به صورت مسلحانه یعنی با اسلحه و تفنگ و … قیام کرده و در برابر نظام جمهوری اسلامی ایران می‌ایستند.
جرم بغی دو حالت دارد؛ حالت اول آن است که گروهی که به صورت مسلحانه و با اسلحه و سلاح در برابر جمهوری اسلامی ایستاده‌اند از اسلحه خود در این قیام استفاده می‌کنند و حالت دوم آن است که فقط برای رعب و وحشت سلاح را در دست دارند و از آن استفاده نمی‌کنند و در واقع شلیک نمی‌کنند.
با توجه به قانون مجازات اسلامی چنانچه کسانی که اقدام به قیام مسلحانه علیه اساس نظام جمهوری اسلامی ایران کرده‌اند از اسلحه خود استفاده کنند، به مجازات اعدام محکوم می‌شوند.

## معنای لغوی و اصطلاحی
در مفردات راغب به معنای تجاوز نمودن یا درگذشتن از حد اعتدال و همچنین به معنای تکبر آمده‌است. از نظر راغب اصفهانی، بغی بر دو گونه است: نخست، بغی پسندیده، یعنی درگذشتن از عدل به احسان و از امور واجب به مستحبات و دوم، تجاوز ناپسند و ناروا، یعنی از حق به باطل و به شک و شبهه رفتن. حسن مصطفوی می‌گوید بغی در اصل و ریشه به معنای طلب شدید و اراده مؤکَّد است. محمدحسین طباطبایی در تفسیر المیزان می‌گوید «کلمه «بغی» … به معنای ظلم و تعدی بدون حق است.»

## بغی در فقه
در فقه تعاریف مختلفی برای بغی ارائه شده‌است که قدر مشترک همه آن‌ها «شورش مسلحانه علیه امام یا حاکم اسلامی» است. برخی از فقهای مذهب جعفری بغی را خروج بر امام معصوم می‌دانند اما اکثریت مخالفت با نایب وی را نیز بغی شمرده‌اند. کاشف الغطاء می‌گوید «هر کس علیه امام معصوم یا نایب او خروج کند و از فرمان او سرپیچی نماید و امر او را اطاعت نکند و نهی او را ترک ننماید یا با او از راه ترک زکات یا خمس مخالفت ورزد یا حقوق شرعی او را ندهد باغی است.»

## بغی در قانون ایران
در قانون مجازات اسلامی ایران مصوب ۱۳۹۲، قیام مسلحانه علیه حکومت و اساس نظام جمهوری اسلامی ایران را در ردیف جرایم حدی و تحت عنوان «بغی» جرم‌انگاری نموده‌است و طی مواد ۲۸۷ و ۲۸۸ برای آن مجازات اعدام و تحت شرایطی حبس تعزیری پیش‌بینی کرده‌است.
ماده ۲۸۷ قانون مجازات اسلامی: گروهی که در برابر اساس نظام جمهوری اسلامی ایران، قیام مسلحانه کند باغی محسوب می‌شود و در صورت استفاده از سلاح، اعضای آن به مجازات اعدام محکوم می‌گردند.
ماده ۲۸۸ قانون مجازات اسلامی: هرگاه اعضای گروه باغی، قبل از درگیری و استفاده از سلاح، دستگیر شوند، چنانچه سازمان و مرکزیت آن وجود داشته باشد به حبس تعزیری درجه سه و در صورتی که سازمان و مرکزیت آن از بین رفته باشد به حبس تعزیری درجه پنج محکوم می‌شوند.

## تاریخچه
محمّد بن عبداللّه، پیامبر اسلام، اولین بار این اصطلاح را در مورد قاتلان عمار به کار برد و پیشگویی کرد که «فئه باغیه» (گروهی متجاوز) وی را می‌کشند و سرانجام سپاه معاویه در نبرد صفین وی را کشتند. در قرآن نیز فعلی از این ریشه در آیه ۹ سوره حجرات به کار رفته‌است. («وَإِن طَآئِفَتَانِ مِنَ الْمُؤْمِنِینَ اقْتَتَلُواْ فَاصْلِحُواْ بَیْنَهُمَا فَإِن بَغَتْ إِحْدَیهُمَا عَلَی الاُخْرَی فَقاَتِلُواْالَّتِی تَبْغِی حَتَّی تَفِی ءَ إِلَی امْرِ اللّهِ فَإِن فَآءَتْ فَاصْلِحُواْ بَیْنَهُمَابِالْعَدْلِ وَاقْسِطُوّاْ إِنَّ اللّهَ یُحِبُّ الْمُقْسِطِینَ») محمدحسین طباطبایی در تفسیر این آیه می‌گوید «واگر یکی از دو طایفه مسلمانان به طایفه دیگر بدون حق، ستم کرد، باید با آن طایفه که تعدی کرده قتال کنند تا به سوی امر خدا برگردند و دستورات الهی را گردن نهند»
فتنه اول نخستین تجربهٔ جنگ میان گروه‌های مسلمان بود. سیرهٔ حکومتی علی در جنگ میان حاکم و شورشیان مسلمان از مبانی تدوین احکام مواجهه با شورشیان درون جامعهٔ اسلامی و تدوین «احکام بغات» بوده‌است، که در پاسخ به خلفای عباسی، بخصوص هارون الرشید، تدوین شده‌است. علی در نبرد جمل حکم کرد که زخمیان و اسیران نباید کشته شوند. با آنان که سلاح می‌اندازند نباید جنگیده شود و آنان که از میدان نبرد می‌گریزند، نباید تعقیب شوند. فقط سلاح‌ها و مرکب‌های جنگی غنیمت گرفته شود. همچنین پس از نبرد دستور داد هیچ زندانی جنگی، زن یا کودکی نباید به بردگی گرفته شود و اموال کشتگان سپاه دشمن به وراث قانونی‌شان برسد.